# Bit.Trip Fate
 (janvier 2017).
Si vous disposez d'ouvrages ou d'articles de référence ou si vous connaissez des sites web de qualité traitant du thème abordé ici, merci de compléter l'article en donnant les références utiles à sa vérifiabilité et en les liant à la section « Notes et références ».
Bit Trip Fate (stylisé BIT. TRIP FATE) est un jeu vidéo de type Shoot 'em up développé par Gaijin Games, disponible en 2010 sur WiiWare puis en 2013 sur Steam et Nintendo 3DS. Le jeu fait partie de la saga Bit.Trip.

## Système de jeu
Comme tous les jeux de la saga Bit.Trip, le joueur contrôle Commander Video. Dans Fate, il est fixé sur un rail (nommé Vibe) et seul la direction horizontale est contrôlable pour le joueur (bien que le rail change de hauteur quelquefois). CommanderVideo peut tirer des projectiles dans toutes les directions. Le but est de progresser dans les 6 niveaux (en sachant que la caméra force le joueur à avancer) en tuant les ennemis et en évitant les projectiles pour affronter le boss à la fin. Il peut avoir accès à des bonus temporaires basés sur d'autres personnages.
Commander Video, s'il inflige suffisamment de dégâts, peut passer en mode supérieur, ce qui augmentera son score et sa puissance de feu. À l'inverse, s'il se fait toucher, il bascule en mode inférieur (et mourra s'il se fait toucher en mode Nether). Les modes de jeux dans l'ordre croissant sont Nether, Hyper (mode de départ), Mega, Super, Ultra, Extra et Giga. Chacun a une direction artistique différente (Nether est en noir et blanc, Ultra a les couleurs de l'arc-en-ciel, Giga est rose...).